# Codice rosso fuoco
Codice rosso fuoco (Code Red) è una serie televisiva statunitense in 19 episodi trasmessi per la prima volta nel corso di una sola stagione dal 1981 al 1982.

## Trama
Joe Rorchek è il capitano di un dipartimento dei vigili del fuoco  Los Angeles. Anche alcuni tra i suoi figli, tra cui il maggiore Ted  e Chris, servono come vigili del fuoco sotto il suo comando diretto.
La serie iniziò con un film per la televisione (il pilot), trasmesso il 20 settembre 1981, in cui Joe Rorchek, con l'aiuto dei figli, deve investigare su alcuni incendi dolosi causati un pericoloso piromane che usa bombe incendiarie.

## Personaggi
- capitano Joe Rorchek (19 episodi, 1981-1982), interpretato da	Lorne Greene.
- Ann Rorchek (8 episodi, 1981-1982), interpretata da	Julie Adams.
- Ted Rorchek (8 episodi, 1981-1982), interpretato da	Andrew Stevens.
- Chris Rorchek (8 episodi, 1981-1982), interpretato da	Sam J. Jones.
- Haley Green (8 episodi, 1981-1982), interpretato da	Martina Deignan.
- capitano Mike Benton (8 episodi, 1981-1982), interpretato da	Joe Maross.
- Rags Harris (8 episodi, 1981-1982), interpretato da	James Crittenden.
- Stuff Wade (8 episodi, 1981-1982), interpretato da	Dennis Haysbert.
- Al Martelli (8 episodi, 1981-1982), interpretato da	Jack Lindine.
- Danny Blake (7 episodi, 1981-1982), interpretato da	Adam Rich.
- Charley Bowers (2 episodi, 1981), interpretato da	Robert Pierce.

## Produzione
La serie fu prodotta da Irwin Allen Productions e Columbia Pictures Television e girata nel Columbia/Warner Bros. Ranch a Burbank in California.

## Distribuzione
La serie fu trasmessa negli Stati Uniti dal 1981 al 1982 sulla rete televisiva ABC. 
In Italia è stata trasmessa con il titolo Codice rosso fuoco.

## Episodi
| Stagione       | Episodi | Prima TV USA |
| -------------- | ------- | ------------ |
| Prima stagione | 19      | 1981-1982    |